# Baek Ji-hoon
Baek Ji-hoon (백지훈?, 白智勳?; Sacheon, 28 febbraio 1985) è un ex calciatore sudcoreano, di ruolo centrocampista.